# Thiago Quirino
Thiago Quirino da Silva (* 4. Januar 1985 in Belo Horizonte) ist ein ehemaliger brasilianischer Fußballspieler.

## Karriere

### Atlético Mineiro (2003 bis 2005)
Seine Karriere begann der 1,83 Meter große Stürmer beim Verein Atlético Mineiro. Dort absolvierte er von 2003 bis 2005 39 Spiele und erzielte dabei neun Treffer.

### Djurgårdens IF und Stationen in Asien (2006 bis 2012)
Vor der Saison 2006 wechselte er jedoch nach Schweden zum Verein Djurgårdens IF, wo er drei Jahre lang bis 2008 aktiv war. Für Djurgårdens bestritt er insgesamt 53 Ligaspiele, in denen ihm elf Treffer gelangen. Im Jahr 2009 begann er bei Consadole Sapporo zu spielen und absolvierte in dieser Spielzeit 48 Spiele und erzielte dabei 19 Tore. Dieses Jahr war mit Abstand das erfolgreichste bis dato in seiner Karriere. Ein Jahr später war seine Torausbeute schon wieder magerer, in 17 Einsätzen traf er lediglich zweimal. Nach den zwei Jahren wechselte er auf Leihbasis für ein Jahr zum Verein Daegu FC nach Südkorea, wo er in diesem Jahr in zwölf Spielen zum Einsatz kam und dabei drei Bälle ins Tor befördern konnte. Während der drei Jahre für Consadole Sapporo stand er mit der Mannschaft 72-mal auf dem Rasen und konnte 21 Tore am Ende vorweisen.

### Seit 2012
Im Jahr 2012 wechselte er zum japanischen Verein Shonan Bellmare. In seiner Debütsaison absolvierte er dort 17 Ligaspiele und konnte sieben Mal ins Tor treffen. 2013 war sein zweites und zugleich auch letztes Jahr im Verein, er bestritt in diesem Jahr noch einmal 13 Spiele und erzielte zwei Treffer.
In der Saison 2013/14 war er auf Leihe bei al-Shaab, wo er während der Saison zehn Ligaspiele absolvierte und am Ende der Saison zwei Tore aufweisen konnte. Im Jahr 2014 war er beim Verein Ventforet Kofu aktiv.
Im Jahr 2015 war er zunächst einige Monate ohne Klub, ehe er sich erneut Shonan Bellmare anschloss. Er kam jedoch kaum zum Einsatz und wurde in der zweiten Jahreshälfte 2016 an Ōita Trinita ausgeliehen. Anfang 2017 kehrte er nach Brasilien zurück.